# Kalijev perklorat
Kalijev perklorat (KClO4) je sol perklorne kiseline.
To je bezbojna, kristalna tvar koja se tali na oko 610 °C.

## Proizvodnja
Kalij perklorat se proizvodi anodnom oksidacijom kalijevog klorata.

## Uporaba
Često se koristi kao oksidans u gorućim smjesama, primjerice vatrometu, te kao totalni herbicid.
Može se koristiti kao jak antitiroidni agens pri liječenju hipertiroidizma, obično u kombinaciji s nekim drugim lijekom.